# ギークス
ギークス株式会社（英: geechs inc.）は、東京都渋谷区に本社を置く日本の企業。

## 概要
ITフリーランスと企業をマッチングするIT人材事業、ゲームやアプリの開発・運営を行うゲーム事業、最新技術を使った映像・動画の制作を行う動画事業、メディア運営などのインターネット事業を展開している。

## 沿革
- 2001年5月 - 小渕宏二と曽根原稔人が共同で株式会社ウェブドゥジャパン（現クルーズ株式会社）を設立
- 2002年4月 - テクニカルアウトソーシング事業（現IT人材事業)を開始
- 2007年
  - 2月 - 大阪証券取引所ヘラクレス市場(現 東証JASDAQ:2138)へ上場
  - 8月 - 100％子会社として株式会社ベインキャリージャパン設立
  - 10月 - グローバルリクルーティング事業を開始
- 2009年4月 - 経営陣によるMBOにて完全独立
- 2012年
  - 2月 - ゲーム事業を開始
  - 4月 - 株式会社ベイングローバルを設立
  - 10月 -  グローバル人材育成事業を開始
- 2013年
  - 1月 - NexSeed Inc.設立（philippine CEBU）
  - 10月 - 社名をギークス株式会社（英名：geechs inc.）に変更
- 2014年
  - 1月 - 動画事業を開始
  - 10月 - 大阪支店設立
- 2015年
  - 1月 - インターネット事業を開始
  - 6月 - 第三者割当増資を実施[2]
- 2016年
  - 2月 - 名古屋サテライトオフィス設立
  - 3月 - 第三者割当増資を実施[3]
  - 5月 - 福岡支店設立
- 2017年7月 - 第三者割当増資を実施[4]
- 2018年5月 - ゲーム部門を分社化してG2Studios株式会社設立[5][6]
- 2019年3月 - 東京証券取引所マザーズ市場上場
- 2020年4月 - 東京証券取引所第一部へ市場変更[7]
- 2023年10月 - 東京証券取引所スタンダード市場へ市場変更[8]
- 2024年3月 - G2Studios株式会社の全株式をTHE FIRST株式会社へ譲渡[9][10]

## 製作実績

### ゲームタイトル
現行タイトル
- アイドリッシュセブン ※バンダイナムコオンライン配信

過去のタイトル
- SHOW BY ROCK!! ※2018年1月1日エディアへ移管、2019年12月26日サービス終了。翌2020年3月12日よりスクウェア・エニックスより新作がリリースされた。
- カクテル王子 ※gumi配信、2018年7月24日サービス終了
- LibraryCross∞  ※アイディアファクトリー配信、2019年1月8日サービス終了
- LibraryCross∞～時が来たら、この願いを～ ※アイディアファクトリー配信、ルート毎買い切り、2021年7月30日サービス終了
- ツキノパラダイス。 ※バンダイナムコエンターテインメント配信、2020年2月5日サービス終了
- ワールドエンドヒーローズ ※スクウェア・エニックス配信、2020年8月20日サービス終了（オフライン版のみ配信）

### メディア
- geechs magazine
- Gridge

## 関連子会社
- NexSeed Inc.

## 運営サイト
- フリーランスITエンジニアの案件・求人情報サイト【geechs job】
- フリーランスエンジニアの“イマシル”マガジン【geechsマガジン】
- ゴルフ情報サイト【Gridge】